# Robson Conceição
Robson Donato Conceição (Salvador, 25 oktober 1988) is een  Braziliaans bokser. Hij won de gouden medaille bij de Olympische Spelen van 2016 in Rio de Janeiro in de lichtgewicht klasse. 
In zijn amateur-carrière won hij ook een zilveren medaille op de Pan-Amerikaanse Spelen 2011 in Guadalajara, Mexico.

## Erelijst

### Olympische Spelen
- 2016 in Rio de Janeiro, Brazilië (60 kg)